# Phổ nhạc
Phổ nhạc là nghệ thuật dựa theo lời và ý của bài thơ mà viết thành bài nhạc.
Trên thế giới, từ thời âm nhạc phục hưng,  Rondeau cùng với ballade và virelai là ba hình thức thơ Pháp phổ nhạc vào cuối thế kỷ 13 cho đến thế kỷ 15.

## Nhạc tính trong văn chương truyền thống Việt Nam
Trong tiếng Việt vốn giàu nhạc tính với âm thanh trầm bổng nên lẩn trong thơ là nhạc. Các loại văn vần trong văn chương Việt Nam như lục bát, song thất lục bát, hát nói đều đi đôi với ngâm vịnh, xướng hát. Những điệu dân ca như hát ru, hò cũng hay mượn ca dao làm lời.

## Thơ và tân nhạc
Trong tân nhạc Việt Nam, nghệ thuật đem ý lời thơ lồng vào nốt nhạc để hát lên là phổ nhạc. Việc chuyển từ thơ thành nhạc có thể chỉ dùng ý để gợi lên những hình ảnh trong ca khúc, nhưng cũng có khi theo sát lấy câu thơ làm ca từ. Trong một bài thơ có khi bài nhạc chỉ rút một đoạn mà không đụng đến những đoạn kia, hay hoán chuyển tự sự nên việc phổ nhạc có thể chỉ là phỏng theo. Có người nhận xét thì thơ phổ nhạc là sự đồng cảm, đồng điệu giữa nhà thơ và nhạc sĩ. Phong cách này phổ biến trong dòng nhạc tiền chiến và sau đó được nhiều nhạc sĩ Việt Nam áp dụng suốt thế kỷ 20. Bài thơ được chọn phổ nhạc thường có nội dung phi thời gian. Khuynh hướng gần đây thì có nguồn bình luận rằng từ thập niên 1990 trở đi, âm nhạc Việt Nam không còn nhiều những bài thơ phổ nhạc như trước, phần vì thời cuộc và tính trữ tình cổ điển trong cuộc sống ngày càng thưa thớt.
Khi thơ đã phổ nhạc thì không ít trường hợp tên nhạc sĩ được gắn liền với bài hát mà nổi tiếng trong khi tên tuổi người sáng tác lời thơ thì chìm vào bóng tối. Có khi nhạc sĩ nghiễm nhiên lấy luôn bài thơ mà không tri ân nguyên tác. Theo luật pháp ngày nay thì việc bản quyền cũng được áp dụng với tác giả bài thơ. Theo VCPMC thì nhà thơ được 30% tiền lợi nhuận.
Nhìn lại tân nhạc Việt Nam thì thi sĩ Du Tử Lê là người có hơn 300 bài thơ đã được nhiều nhạc sĩ phổ nhạc.

## Vài bài hát tân nhạc Việt Nam phổ từ thơ
- Môi Em Hương Cỏ Dại, Thơ của Đỗ Thúy Hân, Nguyễn Đức Thuần phổ nhạc
- Thì Thầm, Thơ của Đỗ Thúy Hân, Nguyễn Đức Thuần phổ nhạc
- Đành Đoạn Nhánh Rong Trôi, Thơ Đỗ Thuý Hân, Nhạc Nguyễn Đức Thuần
- Viết Cho Ba, Thơ Đỗ Thuý Hân, Nhạc của Nguyễn Đức Thuần
- Cơn Mưa Thu, Thơ Hoàng Lan, Nhạc Nguyễn Đức Thuần
- "Những đồi hoa sim", do Dzũng Chinh sáng tác và "Áo anh sứt chỉ đường tà", do Phạm Duy sáng tác, lấy ý thơ bài "Màu tím hoa sim" của Hữu Loan
- "Nụ hoa vàng ngày xuân" nguyên tác là thơ của Kim Tuấn, được Nguyễn Hiền phổ thành bài "Anh cho em mùa xuân"
- "Cuối cùng cho một tình yêu", Trịnh Công Sơn phổ nhạc từ thơ của Trịnh Cung
- "Chiều", thơ Hồ Dzếnh, Dương Thiệu Tước soạn nhạc
- Phạm Đình Chương phổ nhạc một số tác phẩm nổi tiếng như "Đôi mắt người Sơn Tây", thơ của Quang Dũng; "Cho một thành phố mất tên" (thơ Hoàng Ngọc Ẩn), "Nửa hồn thương đau" và "Đêm màu hồng" (thơ Thanh Tâm Tuyền), "Khi tôi chết hãy đem tôi ra biển" (thơ Du Tử Lê), "Màu kỷ niệm" (thơ Nguyên Sa), "Mộng dưới hoa" (thơ Đinh Hùng), "Người đi qua đời tôi" (thơ Trần Dạ Từ)
- Phạm Duy thì có những bài như "Ngậm ngùi" (thơ Huy Cận); "Mộ khúc" (thơ Xuân Diệu); "Đưa em tìm động hoa vàng" (thơ Phạm Thiên Thư),[7] "Bên ni bên nớ" và "Mùa thu Paris" (thơ Cung Trầm Tưởng); "Đây thôn Vĩ Dạ" (thơ Hàn Mạc Tử); "Kỷ vật cho em" thơ "Để trả lời một câu hỏi" của Linh Phương;[8] "Đừng bỏ em một mình" và "Kiếp nào có yêu nhau" (thơ Minh Đức Hoài Trinh).
- "Kiếp sau", thơ Trần Mộng Tú, nhạc Nhật Ngân
- "Khúc Thụy Du", nhạc sĩ Anh Bằng phổ từ thơ Du Tử Lê
- "Thuyền và biển" của Phan Huỳnh Điểu, phổ từ thơ của Xuân Quỳnh
- "Tháng sáu trời mưa" nhạc sĩ Ngô Thụy Miên và Hoàng Thanh Tâm, phổ từ thơ của Nguyên Sa
- "Trăng sáng vườn chè", thơ Nguyễn Bính, nhạc của Văn Phụng
- "Tiễn đưa", thơ Nguyên Sa, nhạc của Song Ngọc
- "Chiều trên phá Tam Giang", thơ Tô Thùy Yên, nhạc của Trần Thiện Thanh
- "Gọi Tên, Thơ Phạm Quang Ngọc, Nhạc Nguyễn Đức Thuần